# 18 septembre 2015
Le mardi 18 septembre 2015 est le 261e jour de l'année 2015.

## Décès
Par ordre alphabétique.
- Jean-Loup Lafont 	Animateur de radio et de télévision français.
- Simone Roger-Vercel 	Femme de lettres française.
- Freddy Ternero 	Footballeur puis entraîneur péruvien.

## Événements
- Début de la  Coupe du monde de rugby à XV en Angleterre et au pays de Galles.